# Ibragim Łabazanow
Ibragim Sulejmanowicz Łabazanow (ros. Ибрагим Сулейманович Лабазанов; ur. 15 września 1987) – rosyjski zapaśnik startujący w stylu klasycznym. Olimpijczyk z Rio de Janeiro 2016, gdzie zajął szesnaste miejsce w kategorii 59 kg.
Zajął dziesiąte miejsce na mistrzostwach świata w 2021. Wicemistrz Europy w 2020. Szósty w Pucharze Świata w 2012. Pierwszy na Światowych Igrzyskach Sportów Walki w 2013. Wicemistrz świata juniorów w 2007. Mistrz Rosji w 2015, 2016, 2020 i 2022; wicemistrz w 2006, 2008, 2009, 2012, 2013, 2014 i 2018, a trzeci w 2017 roku. Jego brat Czingiz Łabazanow również jest zapaśnikiem.